# Happy Woman Blues
Happy Woman Blues è il secondo album in studio della cantautrice statunitense Lucinda Williams, pubblicato nel 1980.

## Tracce
1. Lafayette – 3:40
2. I Lost It – 2:52
3. Maria – 3:45
4. Happy Woman Blues – 3:08
5. King of Hearts – 4:02
6. Rolling Along – 2:46
7. One Night Stand – 2:53
8. Howlin' at Midnight – 3:49
9. Hard Road – 2:29
10. Louisiana Man – 2:23
11. Sharp Cutting Wings (Song to a Poet) – 3:26